# かざぐるま (松山千春の曲)
「かざぐるま」は、松山千春の楽曲で、2枚目のシングル。1977年6月25日に、自身の1枚目のアルバム『君のために作った歌』と同時リリースされた。

## 解説
この曲から、1980年発売の「恋」までキャニオン・レコードのレーベルであるF-LABELからのリリースになる。
B面の「銀の雨」は、1986年のアルバム『旅立ち』で再録音され、自身が選曲したベスト・アルバム『風景』にも収録されている。

## 収録曲
| 全作詞・作曲: 松山千春、全編曲: 松井忠重。 |                |          |            |      |
| #                                          | タイトル       | 作詞     | 作曲・編曲 | 時間 |
| 1.                                         | 「かざぐるま」 | 松山千春 | 松山千春   | 4:20 |
| 2.                                         | 「銀の雨」     | 松山千春 | 松山千春   | 3:32 |
| 合計時間:                                  | 合計時間:      | 7:52     |            |      |

## カバー
| 曲名       | アーティスト | 収録作品                                 | 発売日         | 備考 |
| ---------- | ------------ | ---------------------------------------- | -------------- | ---- |
| かざぐるま | 柏原芳恵     | アルバム『TINY MEMORY』                  | 1983年11月23日 |      |
| 銀の雨     | 伸太郎       | シングル『恋／銀の雨』                   | 2013年6月30日  |      |
| 銀の雨     | 藤あや子     | アルバム『GENTLEMAN 〜私の中の男たち〜』 | 2017年6月21日  |      |